# Osdorf
Osdorf (dänisch: Ostorp) ist eine Gemeinde im Kreis Rendsburg-Eckernförde in Schleswig-Holstein.

## Geografie

### Geografische Lage
Das Gemeindegebiet von Osdorf liegt in ländlicher Umgebung inmitten der Halbinsel Dänischer Wohld etwa 22 km östlich von der Mittelstadt Eckernförde.

### Ortsteile
Augustenhof, Austerlitz, Borghorst, Borghorsterhütten und Stubbendorf liegen im Gemeindegebiet.

### Nachbargemeinden
An das Gemeindegebiet Osdorf grenzen:
|                   | Noer                                        |             |
| Neudorf-Bornstein | Kompassrose, die auf Nachbargemeinden zeigt | Schwedeneck |
| Gettorf           | Felm                                        |             |

## Geschichte
Osdorf wurde 1401 erstmals urkundlich erwähnt, der heutige Ortsteil Stubbendorf 1361. Bis 1802 gehörte Osdorf zum Gut Borghorst, das heute im Gemeindegebiet liegt. Bis zum Jahre 1864 war das Gebiet Bestandteil des Herzogtums Schleswig, das sich unter dänischer Oberhoheit befand. 1876 wurde die Landgemeinde Osdorf aus Teilen der Gutsbezirke Borghorst und Augustenhof gebildet. 1928 wurden die drei umliegenden, bis dahin selbstständigen Gutsbezirke mit der Landgemeinde vereinigt, mit der sie schon seit 1889 (wieder) einen polizeilichen Amtsbezirk bildeten. 
Am 1. Advent 1967 wurde die neuerbaute Vater-Unser-Kirche zu Osdorf geweiht.

### Gut Borghorst

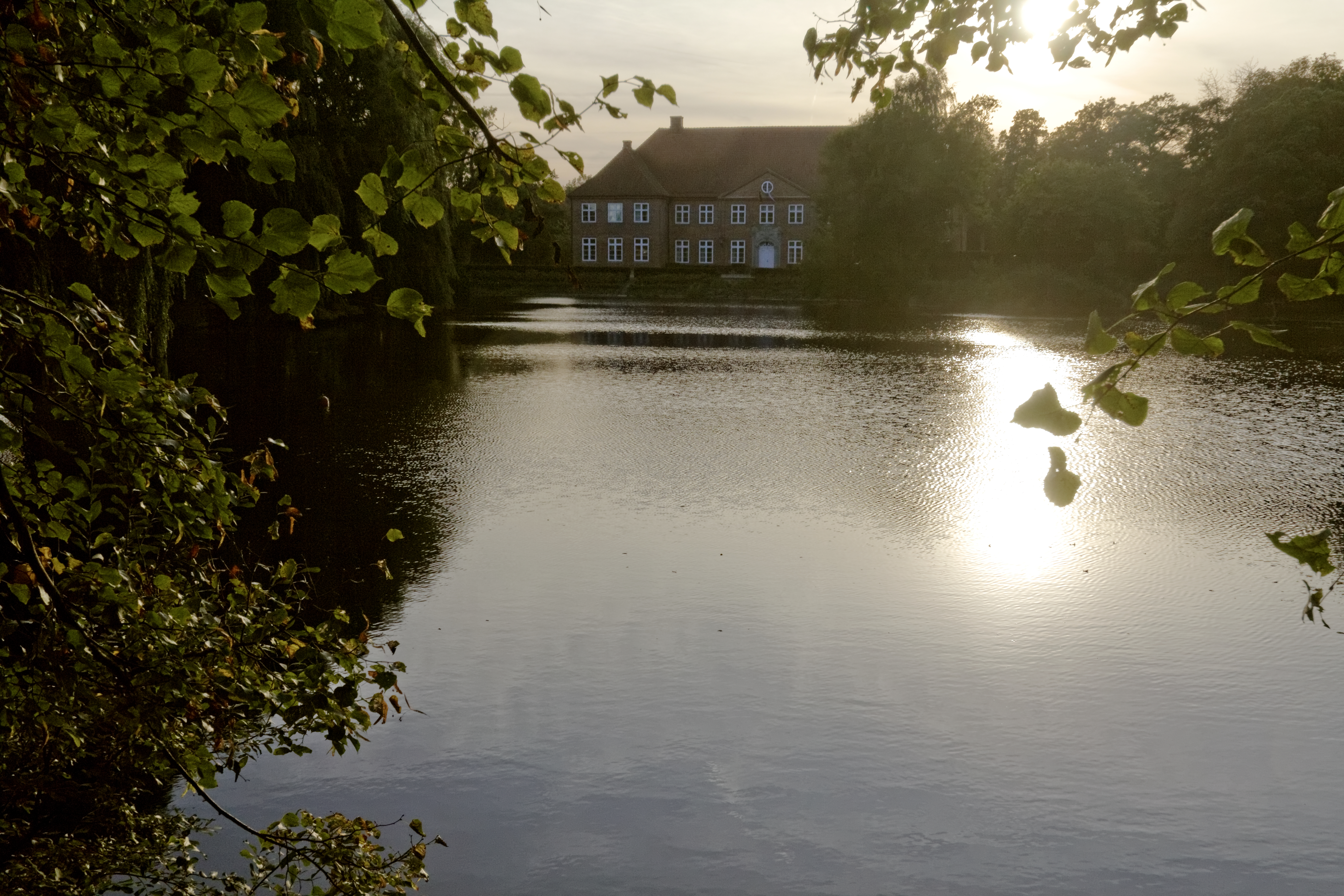
Gut Borghorst

Das ursprüngliche Dorf soll 1450 im Besitz der Familie Rantzau gewesen sein, 1489 wurde Benedict von Ahlefeldt als Herr auf Borghorst bezeichnet. Später gehörte es nacheinander den uradligen Familien Rumohr, Thienen und Blome. Im Jahre 1742 erbte es Josias von Qualen von seinem Schwiegervater Wulf Blome. Noch im gleichen Jahr ließ er ein neues Herrenhaus errichten, in dem Reste eines Vorgängerbaus stecken. Für die Erziehung seines Sohnes engagierte er den jungen Johann Bernhard Basedow als Hauslehrer. Das barocke Herrenhaus ist nach 1994 vorbildlich saniert worden. Heute wird die Gutsanlage als Reiterhof genutzt.

### Gut Borghorsterhütten
Das Gut Borghorsterhütten ist als ehemaliger Meierhof von Borghorst hervorgegangen. Es wurde als Kokkendorper Hutten im Jahr 1504 erwähnt. Das erste Herrenhaus wurde 1829 von Johann Friedrich Gäde erbaut. Nach vielen Besitzerwechseln wurden 1891 die Wirtschaftsgebäude erneuert. Anfang des 20. Jahrhunderts wurde das jetzige Herrenhaus errichtet. Architekt war Hans Schnittger. Das Herrenhaus ist ein zweigeschossiger Bau unter einem Walmdach. Die Fassade ist geprägt von einem breiten Mittelrisalit. Hier befindet sich auch der Eingang, davor ist eine Freitreppe. An der Seite ist ein Treppenturm an das Gebäude angefügt.

### Gut Augustenhof
Das Gut Augustenhof ist ebenfalls ein ehemaliger Meierhof von Borghorst. Um 1800 wurden die gesamten Gebäude des Gutes neu erbaut: ein Wohnhaus, eine Kornscheune, ein Backhaus, eine Buttermühle und ein Schweinekoben. Das Wohnhaus wurde 1910 nach Plänen von Johann Theede umgebaut. Es ist ein zweigeschossiger Bau mit einem Mansardwalmdach. Das Haus hat fünf Achsen, in der Mitte befindet sich der Eingang. Davor ist eine Freitreppe. Vor dem Haus befindet sich ein kleiner Ehrenhof, hier stehen zwei Wohngebäude.

## Politik

### Gemeindevertretung
Bei der Kommunalwahl am 14. Mai 2023 wurden insgesamt 17 Sitze vergeben. Die SPD erhielt neun Sitze, die CDU fünf Sitze und die Wählergemeinschaft Osdorf drei Sitze.

### Wappen
Blasonierung: „In Silber jeweils zwei Viertel eines roten Wagenrades und eines roten Mühlrades, schragenweise mit der Nabe auf einen gemeinsamen Mittelpunkt weisend aneinandergestellt; in den Oberecken zwei grüne Eichenzweige, jeweils aus zwei Blättern und einer Frucht bestehend.“

## Freizeit
Im Jahr 2020 wurde der Bürgerpark mit Fördermitteln der EU fertiggestellt. Er umfasst auch einen Kinderspielplatz und Boule-Spielplatz.

## Sehenswürdigkeiten
In der Liste der Kulturdenkmale in Osdorf stehen die in der Denkmalliste des Landes Schleswig-Holstein eingetragenen Kulturdenkmale.

## Verkehr
Südwestlich des Ortes verläuft die Bundesstraße 76 von Eckernförde nach Kiel.

## Persönlichkeiten
- Johannes Schmidt (* 1889 in Osdorf; † 1949 in Coswig), Tischler, Gewerkschaftsfunktionär und Politiker